# Governatorati baltici
I governatorati baltici furono i governatorati dell'Impero russo istituiti nei territori dell'Estonia svedese e della Livonia svedese assoggettate nel 1721. Un ulteriore governatorato fu istituito quando nel 1795 fu sottomesso il Ducato di Curlandia e Semigallia.
Queste entità amministrative furono sotto il controllo dei russi fino al 1914, quando nel corso della Grande Guerra i tedeschi si insediarono nelle regioni e vi costituirono l'Ober Ost. Formalmente, i governatorati rimasero in auge fino alla sottoscrizione del trattato di Brest-Litovsk avvenuta nel marzo del 1918: la neonata Russia socialista rinunciava a qualunque rivendicazione territoriale sui Paesi baltici. Alla fine del 1918, il trattato di Versailles assegnò la gestione degli ex governatorati all'Estonia e alla Lettonia.

## Storia
I governatorati baltici consistevano delle storiche province svedesi della Curlandia, Livonia ed Estonia, che confinavano con la costa orientale del Mar Baltico. I dominion dell'Estonia svedese (l'attuale Estonia settentrionale) e la Livonia svedese (l'Estonia meridionale e la Lettonia settentrionale) divennero i Governatorati di Reval e di Riga, quando furono conquistati dall'Impero russo durante la grande guerra del Nord, e poi ceduti dall'Impero svedese con il trattato di Nystad del 1721. 
Entrambi i governatorati costituivano ognuno una provincia: la provincia dell'Estonia e quella della Livonia rispettivamente. La terza provincia della Curlandia fu annessa all'Impero russo con la terza spartizione della Polonia nel 1795. Dopo la riforma amministrativa del 1796, il Governatorato di Reval fu chiamato Governatorato dell'Estonia (Эстляндская губерния), e quello di Riga prese il nome di Governatorato della Livonia.
In alcuni contesti, la provincia dell'Ingermanland, sulla costa orientale del Baltico, o più raramente la provincia di Kovno, nell'attuale Lituania, sono incluse tra le province baltiche. L'ultima divenne parte dell'Impero russo durante la spartizione della Confederazione polacco-lituana nel tardo XVIII secolo e divenne parte della Lituania indipendente nel 1918.

## Governatorati lituani
Nel 1843 fu effettuata un'ulteriore riforma amministrativa. Ufficiosamente, tre governatorati furono considerati lituani: il Governatorato di Vil'na (fino al 1840 conosciuto come Governatorato di Lituania-Vil'na), una parte del quale fu poi staccata come Governatorato di Kovno, e il Governatorato di Suwałki (parte del Regno del Congresso). 
Inoltre, alcune parti del Governatorato di Curlandia e del Governatorato di Grodno (fino al 1840 noto come Governatorato di Lituania-Grodno) potrebbero essere considerate lituane.